# Prodyscherodes
Prodyscherodes is een geslacht van kevers uit de familie van de loopkevers (Carabidae). De wetenschappelijke naam van het geslacht is voor het eerst geldig gepubliceerd in 1955 door Jeannel.

## Soorten
Het geslacht Prodyscherodes is monotypisch en omvat slechts de volgende soort:
- Prodyscherodes pauliani Jeannel, 1955